# Charles Howard, 2. Earl of Nottingham
Charles Howard, 2. Earl of Nottingham (* 17. September 1579; † 3. Oktober 1642) war ein englischer Adeliger.

## Leben
Charles Howard wurde am 17. September 1579 in Bletchingley als zweiter Sohn des Charles Howard, 2. Baron Howard of Effingham aus dessen erster Ehe mit Katherine Carey. Vater und Großvater waren beide britische Großadmiräle und stammten aus der berühmten englischen Adelsfamilie der Howards, deren Oberhaupt der Duke of Norfolk war. Er starb am 8. Oktober 1642 in Leatherhead und wurde in Reigate begraben.

## Politische Laufbahn
Schon in jungen Jahren befasste er sich mit der Politik und wurde bereits als Achtzehnjähriger 1597 in das englische Unterhaus als Abgeordneter für Bletchingley für die Sitzungsperiode Oktober/November 1597 gewählt. Danach war er 1597/98 Abgeordneter der Grafschaft Surrey, 1601 und 1604 bis 1611 für die Grafschaft Sussex und für Shoreham 1614. Daneben war er Keeper of the Windsor Great Park vom 22. Oktober 1601 bis zum 11. November 1616. Bereits am 11. Mai 1603 hatte er den Ritterschlag empfangen. Am 4. November 1603 wurde er zum Verwalter des königlichen Schlosses Ditton Park in Buckinghamshire ernannt. Im Jahre 1605 begleitete er seinen inzwischen (1596) zum Earl of Nottingham erhobenen Vater auf dessen Zug nach Spanien gegen die spanische Armada. Am 27. Juli 1621 wurde er als Vertreter der Krone Lord Lieutenant der Grafschaft Surrey, ein Amt, das er bis zu seinem Tode am 8. Oktober 1641 innehatte. 1626 bis 1638 war er auch Vizeadmiral von Sussex.
Sein älterer Bruder William Howard hatte zwischenzeitlich durch Writ of Acceleration vorzeitig den väterlichen Titel Baron Howard of Effingham geerbt, war aber 1615 ohne männliche Nachkommen verstorben, so dass beim Tod des Vaters im Dezember 1624 nun Charles Howard dessen Titel als 2. Earl of Nottingham und 4. Baron Howard of Effingham erbte. Mit den Titeln war auch ein erblicher Sitz im englischen Oberhaus verbunden.

## Ehen
Er heiratete zweimal, in erster Ehe am 19. Mai 1597 Charity Whit, und nach deren Tod in zweiter Ehe am 22. April 1620 Mary Cokayne. Beide Ehen blieben kinderlos. Seine Adelstitel erbte daher bei seinem Tod sein jüngerer Halbbruder Charles Howard.